# Ricard Fornesa i Ribó
Ricard Fornesa i Ribó (Barcelona, 4 de novembre de 1931 - Barcelona, 1 de març de 2014) fou un advocat i intendent mercantil català.

## Biografia
De nissaga urgellenca, va néixer el 4 de novembre de 1931 a Barcelona. Es va educar a l'Escola La Salle Bonanova, on va ser company de Josep Vilarasau. El 1948 es va llicenciar en Dret a la Universitat de Barcelona i també es va diplomar en Direcció d'Empreses a l'Escola Superior de Comerç de Barcelona. Advocat de l'Estat de 1957 a 1975, durant poc més d'un any va ser delegat d'Hisenda de l'Ajuntament de Barcelona.
Va ser patró i vicepresident primer de la Fundació La Caixa. El 1977 va ser nomenat secretari general i responsable jurídic de la Caixa d'Estalvis i Mont de Pietat de Barcelona i el 1979 va ser elegit president executiu de la Societat General d'Aigües de Barcelona fins al 2006. El 1990 fou nomenat director general adjunt executiu de Caixa de Pensions per a la Vellesa i d'Estalvis i el 2003 president, càrrec que deixà el 2008 per ocupar la presidència de Criteria Caixa Corp. Entre 2003 i 2005 fou president d'Immobiliària Colonial. Fins al juny de 2007 també ha ocupat la presidència de la Fundació la Caixa i de la Federació Catalana de Caixes d'Estalvis. El 2008 va rebre la Creu de Sant Jordi. Des del 16 de març de 2000 fins a la seva defunció va ser acadèmic de la Reial Acadèmia de Ciències Econòmiques i Financeres.
Estava casat amb Mercedes Rebés Solé i era pare de sis fills. Un d'ells és l'advocat Tomás Fornesa, vinculat a destacades operacions mercantils de Barcelona. Un altre dels seus fills és Ivo Fornesa, empresari, aventurer i novel·lista, que viu en un castell de Berry (França).
Va morir l'1 de març de 2014 als 82 anys.

## Premis i reconeixements
- Premi Creu de Sant Jordi.
- Medalla d'Or al Mèrit en el Treball.[4]
- Creu al Mèrit de la Guàrdia Civil, amb distintiu plata.
- Creu al Mèrit Policial, amb distintiu blanc.
- Medalla d'Or de la Universitat Ramon Llull.
- Medalla d'Or de la Cambra de Comerç de Barcelona.
- Medalla d'Or al Mèrit de França.
- Medalla Bernardo O'Higgins de Xile.
- Doctor Honoris causa per la Universitat Ramon Llull.